# Zrąbiec
Zrąbiec [ˈzrɔmbjɛt͡s] es un pueblo ubicado en el distrito administrativo de Gmina Kobiele Wielkie, dentro del distrito de Radomsko, Voivodato de Łódź, en Polonia central. Se encuentra aproximadamente a 3 kilómetros (2 mi) al sureste de Kobiele Wielkie, a 16 kilómetros al este de Radomsko, y a 87 kilómetros al sur de la capital regional Łódź.